# Gagne (affluent droit de la Loire)
Pour les articles homonymes, voir Gagne.
La Gagne est une rivière française de la Haute-Loire et un affluent droit de la Loire.
Cette rivière est à ne pas confondre avec un ruisseau homonyme, affluent gauche de la Loire, en amont et cinquante mètres plus haut en altitude, à moins de cinq kilomètres à vol d'oiseau. Tous les deux se situent au sud-est du Puy-en-Velay.

## Géographie
La Gagne naît au lac de Saint-Front alimenté par des sources souterraines, à 1235 mètres d'altitude et sur la commune de Saint-Front.
Après un parcours de 26,1 kilomètres, elle conflue entre les trois communes de Coubon, Saint-Germain-Laprade et Brives-Charensac, à l'altitude 608 mètres.

### Communes et cantons traversés
Dans le seul département de la Haute-Loire, la Gagne traverse huit communes, et cinq cantons
- dans le sens amont vers aval : Saint-Front (source), Montusclat, Saint-Julien-Chapteuil, Laussonne, Lantriac, Coubon, Saint-Germain-Laprade, Brives-Charensac (confluence).

Soit en termes de cantons, la Gagne prend source dans le canton de Fay-sur-Lignon, traverse les canton de Saint-Julien-Chapteuil, canton du Monastier-sur-Gazeille, canton du Puy-en-Velay-Sud-Est, et conflue sur le canton du Puy-en-Velay-Est, le tout dans l'arrondissement du Puy-en-Velay.

### Bassin versant
La Gagne traverse une seule zone hydrographique La Gagne & ses affluents (K021) de 114 km2 de superficie. Ce bassin versant est constitué à 66,92 % de « territoires agricoles », à 31,44 % de « forêts et milieux semi-naturels », à 0,92 % de « territoires artificialisés », à 0,34 % de « surfaces en eau ».

## Affluents
La Gagne a treize affluents référencés dont deux bras :
- le ruisseau la Gazelle (rg) 4,3 km, sur Saint-Front avec un affluent de 1,2 km sur la même commune . (ne pas confondre avec la Gazeille, 23 km voisine et affluent de la Loire).
- le ruisseau du Cros (rd) 3,5 km sur Montusclat et Saint-Front
- le ruisseau de Montusclat (rd) 4,7 km sur Champclause et Montusclat. avec un affluent :
  - le ruisseau de Bertrand, 2,9 km sur Montusclat.
- le ruisseau l'Aubépin (rg) 10,5 km sur 4 communes et avec deux affluents.
- le ruisseau de Noustoulet (rd) 8,5 km sur 4 communes Montusclat, Saint-Germain-Laprade, Saint-Julien-Chapteuil, et Saint-Pierre-Eynac, et avec un affluent de 1,1 km sur les deux communes de Saint-Germain-Laprade et Saint-Pierre-Eynac.
- le ruisseau les Rivaux (rg) 5,4 km sur les deux communes de Lantriac et Laussonne, avec deux affluents de 0,4 km et 0,8 km sur Lantriac.
- le ruisseau de Couteaux (rg) 4,4 km sur Lantriac et Saint-Germain-Laprade.

Donc son rang de Strahler est de trois.

## Hydrologie

### La Gagne à Saint-Germain-Laprade
La Gagne a une station de mesure à Saint-Germain-Laprade : code station K0214010 à l'altitude 600 mètres pour un bassin versant de 107 km2 ouverte depuis le 1er novembre 1996 
Son débit moyen est de 9,35 m3/s

### Crues
Son débit instantané maximal (crue) a été de 111 m3/s le 20 octobre 2001. Son débit journalier maximal a été de 63,50 m3/s le 2 décembre 2003 alors que la hauteur maximale instantanée était de 3,47 mètres le 2 novembre 2008.